# Quận Oconto, Wisconsin

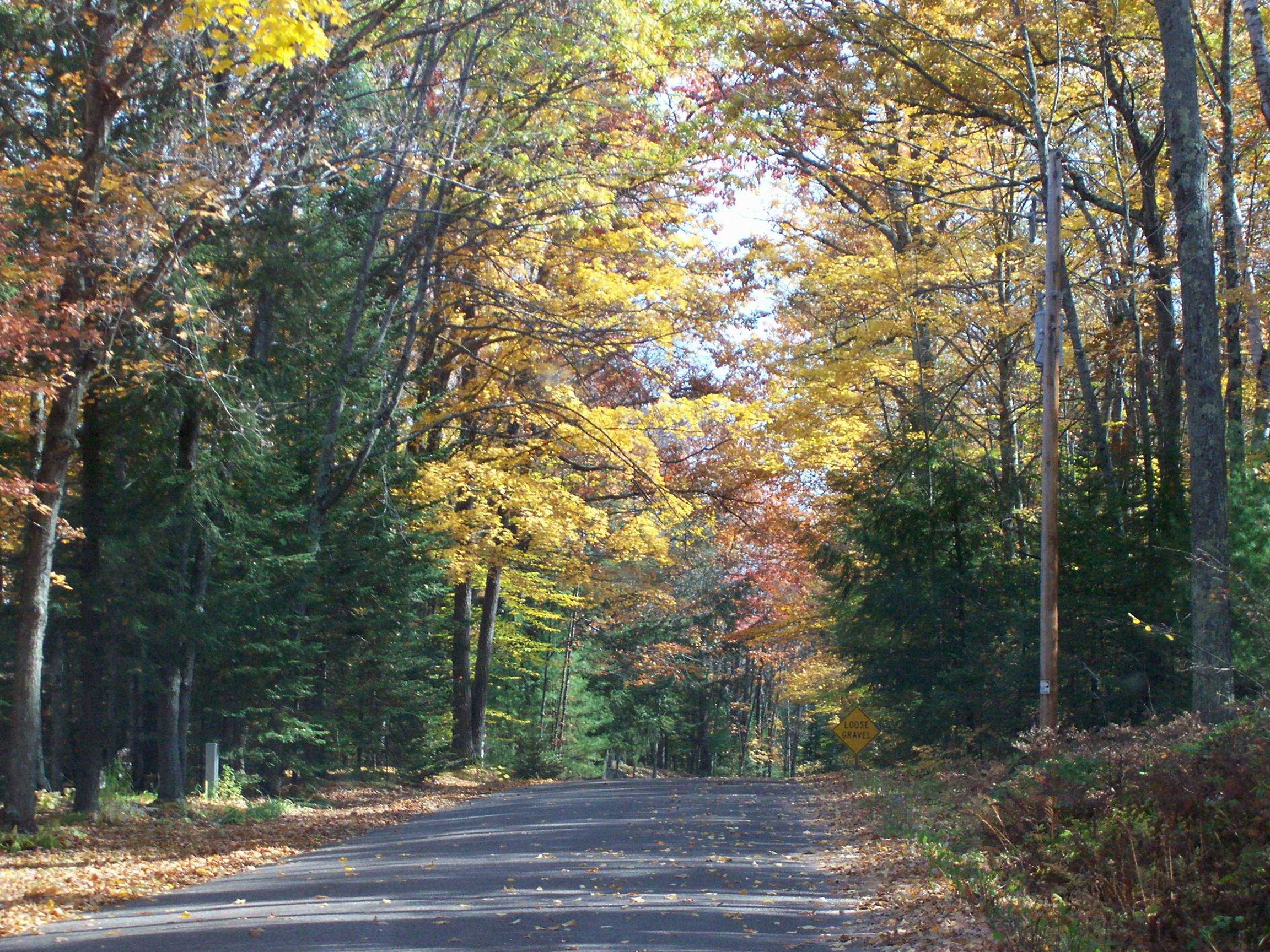
Cảnh nông thôn Oconto mùa thu

Quận Oconto là một quận thuộc tiểu bang Wisconsin, Hoa Kỳ.
Quận này được đặt tên theo. Theo điều tra dân số của Cục điều tra dân số Hoa Kỳ năm 2000, quận có dân số 35.634 người. Quận lỵ đóng ở Oconto6. Quận Oconto thuộc khu vực thống kê đô thị Green Bay. Quận này được lập năm 1851.

## Địa lý
Theo Cục điều tra dân số Hoa Kỳ, quận có diện tích 2976 km2, trong đó có 391 km2 là diện tích mặt nước.

### Các xa lộ chính
| - U.S. Highway 41 - U.S. Highway 141 - Highway 22 (Wisconsin) | - Highway 32 (Wisconsin) - Highway 64 (Wisconsin) |

### Quận giáp ranh
- Quận Marinette - đông bắc
- Quận Brown - nam
- Quận Shawano - tây nam
- Quận Menominee - tây
- Quận Langlade - tây
- Quận Forest - tây bắc

### Thông tin nhân khẩu

Tháp tuổi dân cư quận theo kết quả điều tra dân số năm 2000.

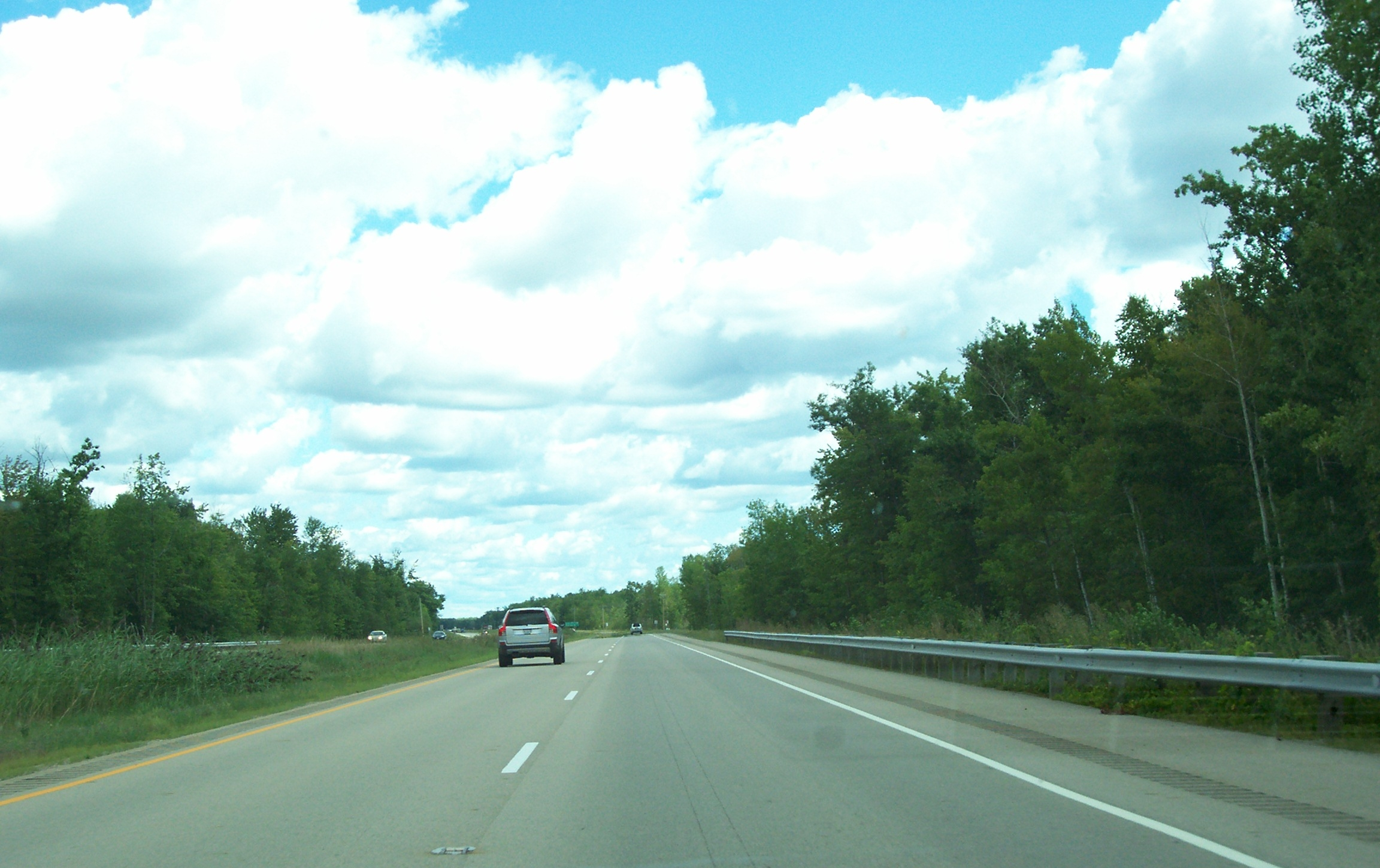
Rừng dọc theo U.S. Route 41

Theo điều tra dân số 2 năm 2000, đã có 35.634 người, 13.979 hộ gia đình, và 10.050 gia đình sống trong quận hạt. Mật độ dân số là 36 người trên một dặm vuông (14/km ²). Có 19.812 đơn vị nhà ở với mật độ trung bình 20 trên một dặm vuông (8/km ²). Cơ cấu chủng tộc của dân cư quận gồm 97,76% người da trắng, 0,13% da đen hay Mỹ gốc Phi, 0,78% người Mỹ bản xứ, 0,20% châu Á, Thái Bình Dương 0,01%, 0,24% từ các chủng tộc khác, và 0,88% từ hai hoặc nhiều chủng tộc. 0,67% dân số là người Hispanic hay Latino thuộc một chủng tộc nào. 42,9% là gốc Đức, gốc Ba Lan 11,8%, gốc Pháp 6,0% và 5,6% gốc Mỹ theo điều tra dân số năm 2000.
Có 13.979 hộ, trong đó 32,20% có trẻ em dưới 18 tuổi sống chung với họ, 60,70% là đôi vợ chồng sống với nhau, 6,90% có nữ hộ và không có chồng, và 28,10% là các gia đình không. 23,50% hộ gia đình đã được tạo ra từ các cá nhân và 10,70% có người sống một mình 65 tuổi hoặc lớn tuổi hơn là người. Cỡ hộ trung bình là 2,52 và cỡ gia đình trung bình là 2,97.
Trong quận, độ tuổi dân số đã được trải ra với 25,70% dưới độ tuổi 18, 6,40% 18-24, 28,70% 25-44, 24,00% từ 45 đến 64, và 15,10% từ 65 tuổi trở lên đã được những người. Độ tuổi trung bình là 39 năm. Đối với mỗi 100 nữ có 101,30 nam giới. Đối với mỗi 100 nữ 18 tuổi trở lên, đã có 99,70 nam giới.